# Drawsko Pomorskie
Drawsko Pomorskie é um município da Polônia, na voivodia da Pomerânia Ocidental e no condado de Drawsko. Estende-se por uma área de 22,33 km², com 11 750 habitantes, segundo os censos de 2016, com uma densidade de 526,2 hab/km².